# Jacques Lataste
Jacques Vital Lucien Lataste (ur. 7 czerwca 1922 w La Grand-Combe, zm. 10 listopada 2011 w Paryżu) – francuski florecista, trzykrotny medalista olimpijski i wielokrotny medalista mistrzostw świata.
Na igrzyskach olimpijskich w Londynie w 1948 roku wspólnie z André Boninem, Jéhanem de Buhanem, Christianem d’Oriolą, René Bougnolem i Adrienem Rommelem zdobył złoty medal drużynowo. Na rozgrywanych cztery lata później igrzyskach olimpijskich w Helsinkach Francuzi w składzie: Claude Netter, Jéhan de Buhan, Jacques Lataste, Jacques Noël, Christian d'Oriola i Adrien Rommel ponownie zwyciężyli w zawodach drużynowych. W turnieju indywidualnym był czwarty. W rundzie finałowej wygrał pięć z ośmiu pojedynków i przegrał rywalizację o brązowy medal z Włochem Manlio Di Rosą. Brał też udział w igrzyskach olimpijskich w Melbourne w 1956 roku, gdzie Claude Netter, Bernard Baudoux, Jacques Lataste, Roger Closset, Christian d'Oriola i René Coicaud zajęli drużynowo drugie miejsce. W zawodach indywidualnych tym razem odpadł w pierwszej rundzie.
Podczas mistrzostw świata w Kairze w 1949 roku razem z Bougnolem, de Buhanem, d’Oriolą i Rommelem zajął drugie miejsce w zawodach drużynowych. W tej samej konkurencji zdobywał też złote medale na mistrzostwach świata w Sztokholmie (1951) i mistrzostwach świata w Brukseli (1953) oraz srebrny na mistrzostwach świata w Monte Carlo (1950). Ponadto wywalczył dwa brązowe medale w turniejach indywidualnych: na MŚ 1950 (plasując się za Włochem Renzo Nostinim i Jéhanem de Buhanem) i MŚ 1955 (za Węgrem Józsefem Gyuriczą i Christianem d'Oriolą).
Po zakończeniu kariery pracował jako chirurg.
W 2001 odznaczony Orderem Narodowym Legii Honorowej